# Сумяк
Сумяк (пол. Sumiak, нім. Kleefeld) — село в Польщі, у гміні Новоґрудек-Поморський Мисліборського повіту Західнопоморського воєводства.
Населення — 94 особи (2011).
У 1975-1998 роках село належало до Гожовського воєводства.

## Демографія
Демографічна структура станом на 31 березня 2011 року:
|          | Загалом | Допрацездатний вік | Працездатний вік | Постпрацездатний вік |
| -------- | ------- | ------------------ | ---------------- | -------------------- |
| Чоловіки | 52      | 9                  | 39               | 4                    |
| Жінки    | 42      | 9                  | 27               | 6                    |
| Разом    | 94      | 18                 | 66               | 10                   |